# 旗田巍
旗田 巍（はただ たかし、1908年11月7日 - 1994年6月30日）は、日本の東洋史学者、旧・東京都立大学名誉教授。

## 経歴
1908年、慶尚南道馬山生まれ。1931年東京帝国大学東洋史学科卒業。卒業後満鉄調査部に所属し華北農村慣行調査に参加した。
戦後は旧・東京都立大学助教授、教授を務め、1972年に定年退官、名誉教授となる。その後は専修大学教授として教鞭をとり、1979年に退職。

## 業績
戦後、人間不在の東洋史学の克服、植民地支配否定の立場からの研究を目指し、朝鮮史研究で中心的役割を果たした。
戦後、中国東北部の満洲と朝鮮半島をつながった地域ととらえる歴史観である満鮮史を批判したことで知られる。第2回日韓歴史共同研究委員会委員幹事を務めた古田博司によると、韓国の委員が戦前の日本の満鮮史研究者を批判した旗田巍を見習うべきだと発言したという。なお古田博司は、戦後の日本の朝鮮史研究者は、戦前の日本の満鮮史研究者の業績・研究水準には全く足元にも及ばない、そのことは研究者なら誰もが認めていると述べている。
旗田巍は、稲葉岩吉が満鮮史の立場上、朝鮮の歴史の「自主的発展」を認めず、朝鮮歴代の王家は、満州あるいは大陸からの敗残者が朝鮮に逃げこんだものであり、檀君神話に基づく「民族的主張」に反対したと批判している。 
鄭大均は、エドウィン・O・ライシャワーが「言語であれ、基本的な文化性向であれ、旧植民地であるだけに近代的な諸機構であれ、日本にいちばん近い国は韓国である。だが日本人と朝鮮人との間には、親近感も温かい感情も存在していない。後者にしてみれば、日本に植民地支配を受けた記憶が残っているだけに、日本への嫌悪感が育ち、それは教育を通じ、次の世代に引き継がれていく。しかし日本への強い怨念と裏腹をなすのは、口には出さないが日本に対する尊敬の念である。彼らは日本に範をとることで、最高の敬意を払っている。他方、日本人は朝鮮人を軽蔑する傾向がある。朝鮮は自分たちがかつて統治した後進国に過ぎず、日本在住の朝鮮人は厄介な少数派とみなされている」と述べていることを、「韓国人は日本への『強い怨念と裏腹』に『尊敬の念』を抱いていることを、ライシャワーが指摘したことの意義は大きい。韓国人と日本人の眺め合いや相互イメージに見てとれるアンビバレンスの性格は、無視・軽視されることが多いからである」「日韓の眺め合いをテーマにした戦後の議論は、このアンビバレンスの一方にのみ依拠して日本の加害者性や差別性を語ろうとした。この分野を代表する旗田巍、梶村秀樹、和田春樹、高崎宗司といったリベラル系研究者たちは、たとえば日本統治期の韓国人の思考や感情を語るとき、韓国人の日本に対する『恨』や『抵抗』は語っても、『憧憬』や『協力』や『暗黙の了解』を語ることはしなかったのである。日本に対する『尊敬の念』に言及したライシャワーの指摘は、その意味で貴重である」と述べている。

## 著書
- 『支那民族発展史』博文館、1941
- 『朝鮮史』岩波全書、1951
- 『元寇 蒙古帝国の内部事情』中公新書 1965
- 『日本人の朝鮮観』勁草書房、1969
- 『朝鮮中世社会史の研究』法政大学出版局　1972　叢書・歴史学研究
- 『中国村落と共同体理論』岩波書店　1973
- 『戦後における日本の朝鮮史研究』「朝鮮問題」懇話会　1977
- 『朝鮮と日本人』勁草書房　1983

## 共編著
- 『日本と朝鮮 シンポジウム』編　勁草書房　1969
- 『古代日本と朝鮮の基本問題』（井上秀雄共編）学生社、1974
- 『古代朝鮮の基本問題』（井上秀雄共編）学生社、1974
- 『古代の朝鮮』井上秀雄共編　学生社　1974
- 『朝鮮歴史論集』上巻・下巻　旗田巍先生古希祈念会編　龍渓書舎　1979
- 『 入門　朝鮮の歴史』編集代表　三省堂　1986
- 『朝鮮の近代史と日本』編　大和書房　1987
- 『日本は朝鮮で何を教えたか』編・監修　あゆみ出版　1987

## 参考
- 『旗田巍教授年譜』 専修史学 1979-04